# Hydrillodes perplexalis
Hydrillodes perplexalis är en fjärilsart som beskrevs av Geoffrey Fryer 1912. Hydrillodes perplexalis ingår i släktet Hydrillodes och familjen nattflyn. Inga underarter finns listade i Catalogue of Life.